# Van Dievoet (geslacht)

Wapen van de Brusselse patriciër familie van Dievoet gezegd Vandive: Gedeeld van zilver en van sabel, een geopende burcht met vier kantelen van het een in het ander, beladen met een schildje gedeeld van goud en van keel, een rechtse voetzool van het een in het ander, en vergezeld boven van twee sterren, de rechtse van keel, door linkse van goud, en onder van een wassenaar van het een in het ander.

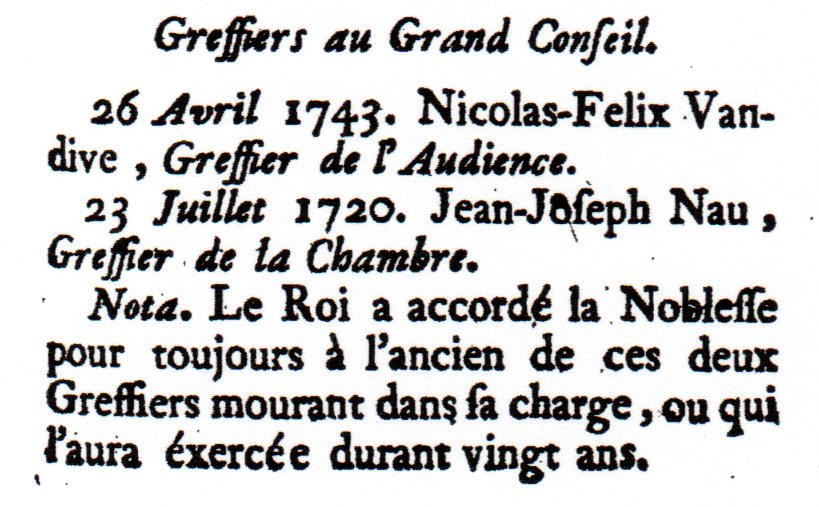
1743: Nicolas Felix Van Dievoet gezegd Vandive werd geadeld. (L'Etat de la France, tome IV, Parijs, 1749, blz. 383.)

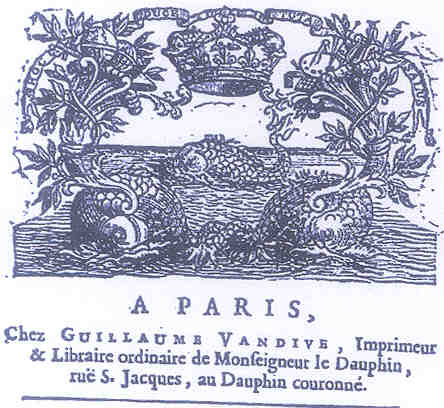
Typografisch merkteken van Guillaume Van Dievoet gezegd Vandive, boekdrukker van Monseigneur le Dauphin "In de Gekroonde Dolphijn", 1704.

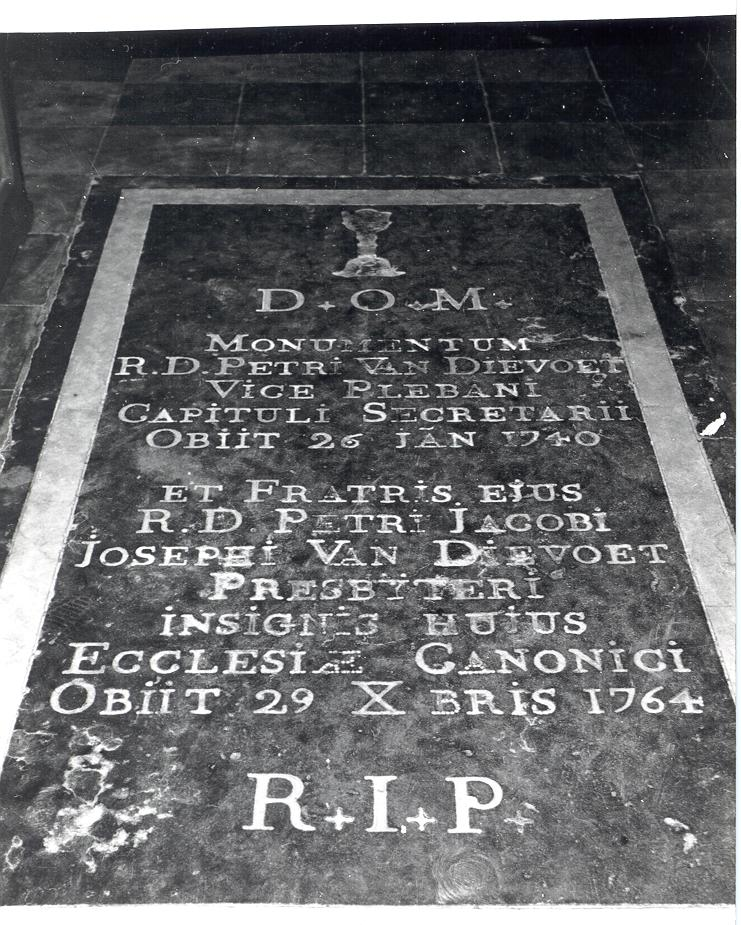
Grafsteen in de collegiale Sint-Pieter-en-Sint-Guidokerk in Anderlecht van Petrus Van Dievoet (1697-1740), vice-plebaan en secretaris van het Kapittel van Anderlecht en van zijn broer kanunnik Petrus-Jacobus-Josephus Van Dievoet (1706-1764).

De Brusselse familie Van Dievoet gezegd Vandive in Parijs, is in Brussel vanaf de XVIIe eeuw bekend.
Ze stamt af van Gillis van Dievoet, burger van Brussel.

## Leden van deze familie
- Philippe van Dievoet, (1654-1738), goudsmid van koning Lodewijk XIV van Frankrijk en consul van Parijs.
- Peter van Dievoet, (1661-1729), beeldhouwer
- Guillaume Van Dievoet, (1680-1706), boekdrukker van Monseigneur le Grand Dauphin, "Au Dauphin Couronné" ("In de Gekroonde Dolphijn").
- Balthazar-Philippe Van Dievoet, goudsmid en consul van Parijs.
- Nicolas Félix van Dievoet, advocaat bij het Parlement van Parijs en raadsman van de koning.
- Jean-Louis Van Dievoet, (Brussel 24 november 1777 - Brussel 16 mei 1854), secretaris van het Parket van het Hof van Cassatie, x in Sint-Pieters-Leeuw op 7 februari 1803, Jeanne Wittouck (Brussel 3 december 1781 - 26 juli 1849).
- August Van Dievoet, (1803-1865), advocaat bij het hof van cassatie in Brussel en rechtshistoricus
- Jules Van Dievoet, (1844-1917), advocaat bij het Hof van cassatie in Brussel.
- Henri Van Dievoet, (1869-1931), architect.
- Gabriel Van Dievoet, (1875-1934), jugendstil kunstschilder en decorateur.

## Portrettengalerij

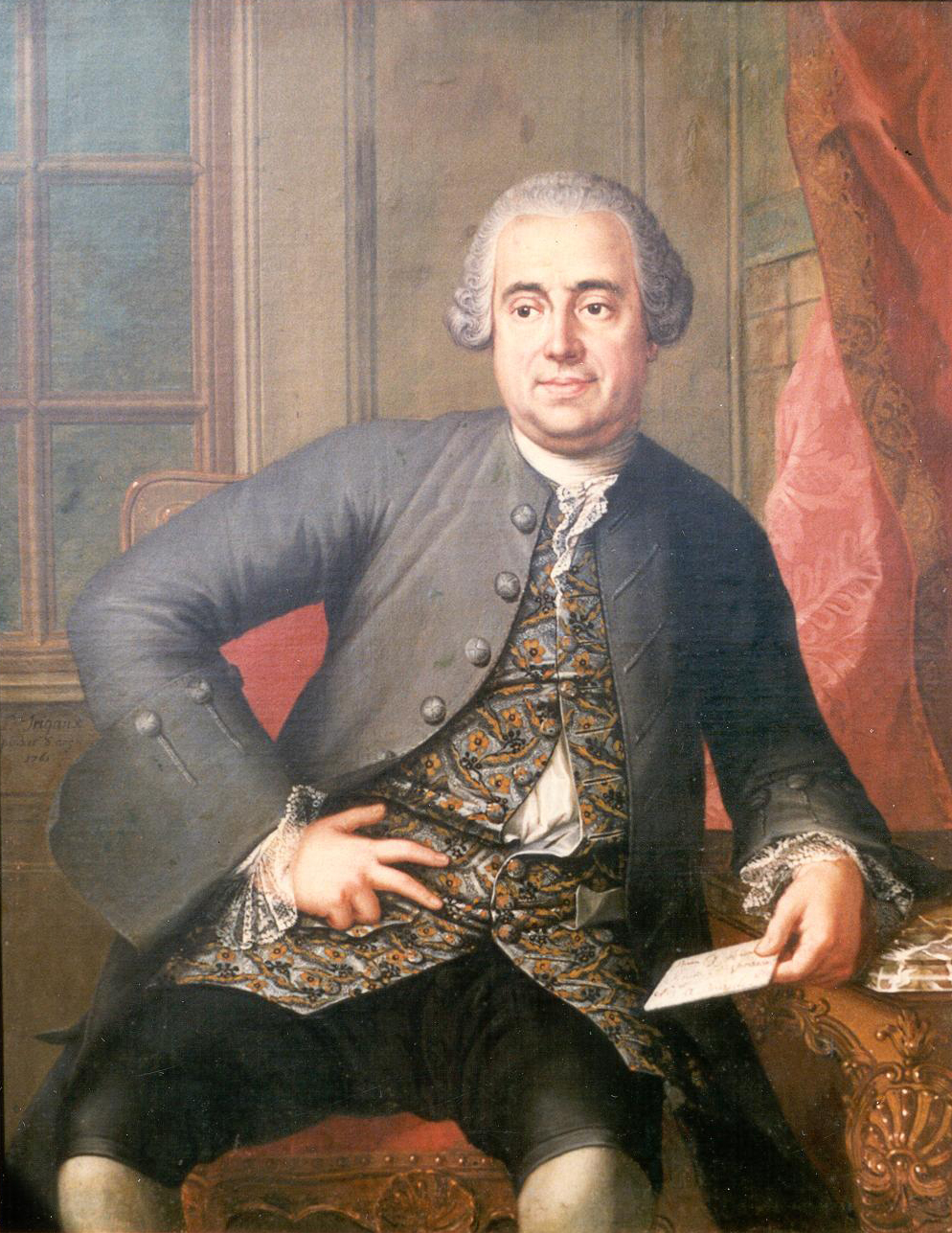
Joannes-Baptista van Dievoet (1704-1776), poorter van Brussel en wijnhandelaar, deken van de kooplieden in wijnen van Brussel, getrouwd met Elisabeth Vander Meulen (schilderij door Trigaux, 1761).
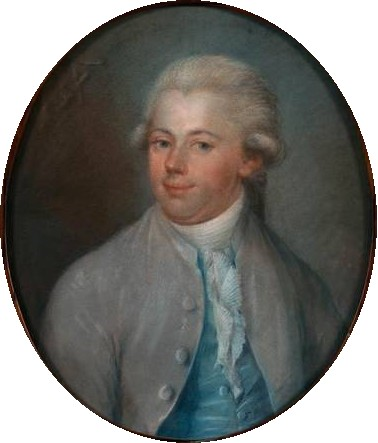
Joannes-Baptista van Dievoet (1747-1821), poorter van Brussel en wijnhandelaar[1]. Zoon van de vorige.
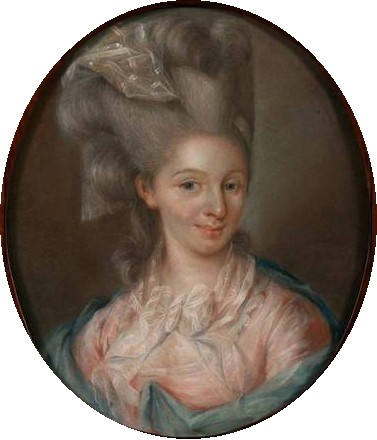
Anna-Maria Lambrechts (1753-1781), vrouw van Joannes-Baptista van Dievoet (1747-1821)
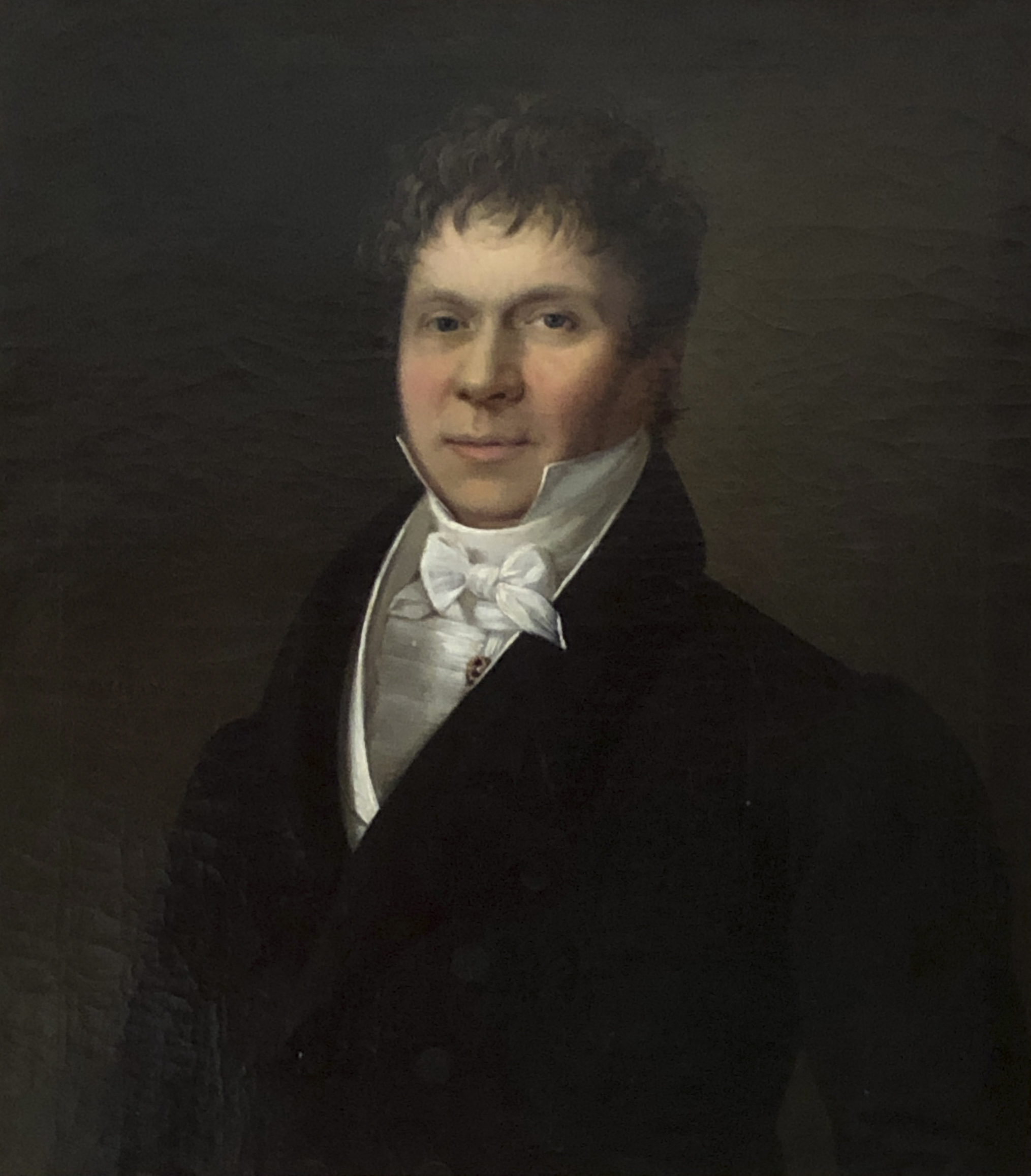
Jean-Louis Van Dievoet (1777-1854), secretaris van het Parket van het Hof van Cassatie in Brussel, getrouwd met Jeanne Wittouck (schilderij door Ignace Brice). Zoon van de vorige.
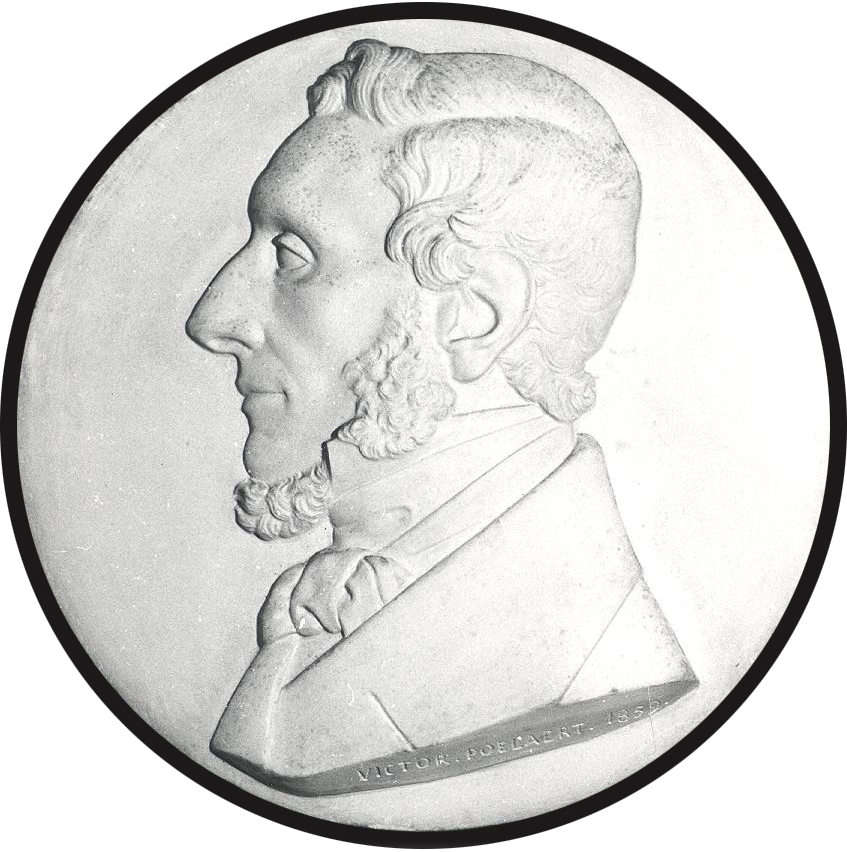
Eugène Van Dievoet (1804-1858), rechter bij de Rechtbank van Koophandel van Brussel, getrouwd met Hortense Poelaert (1815-1900). Beldhouwwerk door Victor Poelaert. Zoon van de vorige.
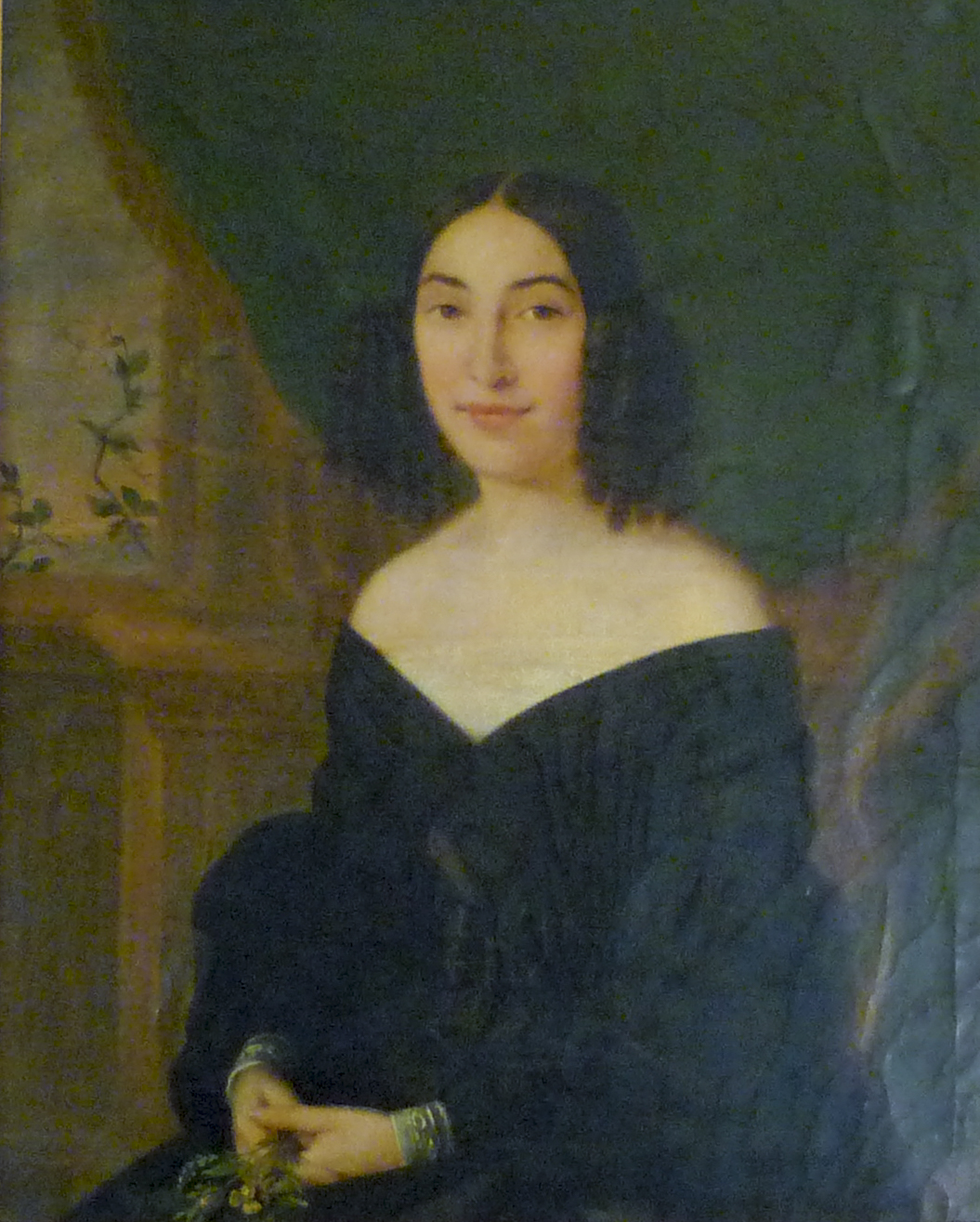
Hortense Poelaert (1815-1900), vrouw van Eugène Van Dievoet (1804-1858) en zuster van architekt Joseph Poelaert. Schilderij door Ignace Brice, 1840.

## Motto
Pes meus in directo.

## Geallieerde families
- Aerts
- André
- Annemans
- Anspach
- Beau de la Passutière
- Beauclercq
- Boon Faleur
- Borèque
- Bodesse
- Bougier
- Braeckmans
- Braem(t)
- de Broqueville
- Brice
- Buschbeck-Von Döring
- Carpentier de Changy
- Chevalier
- Clément
- Cochet
- Cuerens
- Coniart
- David
- Demets
- De Pauw
- Descampe
- De Smet
- Dessecker
- Dulait
- della Faille d'Huysse
- Farkas
- Froment
- Gachassin-Lafite
- François
- Godo
- Goossens
- Guinotte
- Helbig de Balzac
- Hendrickx
- Herz
- Jaumoulle
- Jonskin
- de La Haye
- Lambrechts
- Leclercq
- Lepape
- Le Prieur
- Leyniers
- Lopinot
- Martinot
- Mathieu
- Meskens
- Musschebroeck
- Morand
- Most
- Mund
- Muron
- Parot
- Peleman
- Perrault de Jotemps
- Poelaert
- de Potter d’Indoye
- Pralard
- Quarez
- Sancke
- Sépulchre
- Serruys
- Sgaramella
- Slachmolder
- Straatman
- Termote
- Tinchant
- van de Gejuchte
- van den Bulcke
- van den Velde
- van den Velden
- van der Biestraete
- van der Borcht
- van der Meulen
- van Innis
- Vande Weyer
- van Dyck
- van Meeuwen
- van Reysschoot
- de Witte
- Wittouck
- Zeevaert